# Salwa Bakr
Salwa Bakr (àrab: سلوى بكر, Salwà Bakr) (el Caire, 1949) és una novel·lista, periodista i escriptora de contes egipcia.
Filla d'un treballador ferroviari, Bakr va llicenciar-se en direcció d'empreses i crítica literària després de graduar-se en periodisme. Va començar a escriure a mitjans del 1970, i el 1985 va autoeditar la seva primera col·lecció d'històries curtes (زينات في جنازة الرئيس, Zīnāt fī janāzat ar-raʾīs, ‘Zinat al funeral del president’), però el seu èxit fou tal que posteriorment no va tenir problemes per trobar editors. La seva obra principal és البشموري, Al-baxmūrī, ‘El de Bashmour’, considerada una de les cent millors novel·les àrabs per la Unió d'Escriptors Àrabs. Ha estat traduïda al castellà: Las artimañas de los hombres y otras historias i El carro dorado.